# Iván Velasco Murillo
Iván Velasco Murillo (Arrasate, Guipúscoa, 15 de juliol de 1982) és un ciclista basc, professional des del 2006 al 2013.

## Palmarès

### Resultats al Tour de França
- 2010. 62è de la classificació general
- 2011. No surt (6a etapa)

### Resultats a la Volta a Espanya
- 2008. 51è de la classificació general
- 2012. 26è de la classificació general
- 2013. No surt (11a etapa)

### Resultats al Giro d'Itàlia
- 2007. 76è de la classificació general
- 2008. 54è de la classificació general
- 2012. Exclòs (20a etapa)[1]